# 万寿路街道
万寿路街道，是中华人民共和国北京市海淀區下辖的一个街道。

## 行政区划
万寿路街道下辖以下社区：
翠微路社区、翠微路21号社区、总参通信部机关大院社区、翠微南里社区、翠微中里社区、翠微北里社区、翠微西里社区、万寿路社区、后勤指挥学院社区、复兴路22号社区、复兴路61号社区、万寿路8号社区、朱各庄10号社区、万寿路甲15号社区、朱各庄社区、万寿路1号社区、万寿路西街16号社区、复兴路24号社区、复兴路26号社区、复兴路28号社区、今日家园社区、太平路24号社区、太平路22号社区、复兴路32号社区、永定路社区、永定路西里社区、复兴路46号社区和五棵松紫金长安社区。
2019年8月，万寿路街道辖区四至范围调整为：西至西四环路—复兴路—采石路7号院社区东—北太平路—301医院西院围墙—西四环路一线，与永定路街道接壤；北至永定河引水渠，与八里庄街道接壤；东至翠微路—莲石路一线，与羊坊店街道接壤；南至莲花河，与丰台区接壤。